# 劉曉彤
劉曉彤（英語：Annabelle Lau Hiu Tung，1969年3月23日—），前無綫電視演員。2004年與從事鞋業嚴姓商人結婚。2006年下半年傳出懷孕消息後淡出娛樂圈。2023年她創立「Belle醫姨」YouTube頻道，以輕鬆方法為大眾了解不同類型的醫療保健資訊。

## 演出作品

### 電視劇（無綫電視）
| 首播   | 劇名               | 角色                 |
| 1997年 | 美味天王           | 津姑姐               |
| 1998年 | 雪山飛狐           | 一一                 |
| 1998年 | 難兄難弟之神探李奇 | 駱碧姬               |
| 1998年 | 鹿鼎記             | 蘇菲亞公主           |
| 2000年 | 男親女愛           | 蕭美玉               |
| 2000年 | 緣份無邊界         | 丁芙蓉               |
| 2003年 | 西關大少           | 周明鳳（周明軒之妹） |
| 2003年 | 律政新人王         | 羅女士               |
| 2003年 | 繾綣仙凡間         | 孫大嫂               |
| 2003年 | 當四葉草碰上劍尖時 | 賣衣店老闆娘         |
| 2004年 | 下一站彩虹         | 金素菊               |
| 2005年 | 奪命真夫           | 何惠娟               |
| 2005年 | 隨時候命           | -                    |
| 2005年 | 妙手仁心III        | 廖美娟（Karen）      |
| 2006年 | 鳳凰四重奏         | 呂瑛紅               |
| 2006年 | 刑事情報科         | Elaine               |
| 2006年 | 潮爆大狀           | 方碩男               |
| 2006年 | 街市的童話         | 吳芳麗               |
| 2007年 | 通天幹探           | 韋朝鳳（May）        |
| 2008年 | 搜神傳             | 日遊神/兔精          |

### 電視節目（無綫電視）
- 超級無敵獎門人（1995-1996）
- 歡樂今宵
- 殘酷一叮 第一季

## 電影
- 青春火花（1994）
- 姊妹情深（1994）
- 冇面俾（1995）
- 和平飯店（1995）
- 少年15/16時 (1996)
- 十萬火急 (1997)
- 大丈夫（2003）